# Pete Walker (réalisateur)
Pour les articles homonymes, voir Pete Walker et Walker.
Pete Walker né le 4 juillet 1939 à Brighton, en Angleterre, est un réalisateur, scénariste et producteur britannique.

## Biographie
Pete Walker, fut pendant près de deux décennies, un des principaux réalisateurs britanniques de films de sexploitation et d'horreur et produisant lui-même ses propres réalisations. Son premier film à succès fut L'École du sexe (en) (1968), ensuite suivront Meurs en hurlant, Marianne en 1971 avec Susan George, Le Rideau de la mort en 1972, Flagellations (1974), Schizo (1976) ou encore Le Manoir de la peur en 1983. Les films de Walker montrent la satisfaction des figures sadiques des autorités, comme les prêtres ou les juges, à punir généralement les jeunes femmes qui enfreignent les codes moraux. On a reproché à Pete Walker de faire de la politique par l'intermédiaire de ses films, ce qu'il a farouchement nié. Il a surtout travaillé avec des acteurs comme Andrew Sachs ou Sheila Keith.

## Filmographie

### Réalisateur
Courts métrages
- 1959 : Top Models of the Year
- 1960 : Soho Striptease
- 1965 : The Woodland Blonde
- 1965 : The Round Up
- 1965 : The Late Date
- 1965 : The Girl That Boys Dream About
- 1965 : Strange Illusion
- 1965 : Please Do Not Touch
- 1965 : Planned Seduction
- 1965 : Miss Terry Graham
- 1965 : Godiva Rides Again
- 1965 : Flat Mates
- 1965 : Dream of Annette
- 1965 : Down Town
- 1965 : Donna Marlowe in Super-Eight
- 1965 : Closeup
- 1965 : Black Jack
- 1966 : The Intruder
- 1967 : Miss Britt Hampshire
- 1968 : I Like Birds
- 1968 : For Men Only (en)

Longs métrages
- 1968 : The Big Switch (en)
- 1969 : L'École du sexe (en) (School for Sex)
- 1969 : Der Porno-Graf von Schweden (version longue et allemande de For Men Only (en) coréalisée avec Günter Hendel)
- 1970 : Rien ne vaut la première fois (en) (Cool It Carol!)
- 1971 : Sex Racketeers (en) (Man of Violence)
- 1971 : Meurs en hurlant, Marianne (Die Screaming Marianne)
- 1972 : La Vie sexuelle de Greta (en) (Four Dimensions of Greta)
- 1972 : Le Rideau de la mort (The Flesh and Blood Show)
- 1973 : Tiffany Jones (en)
- 1974 : Flagellations (House of Whipcord)
- 1974 : Frightmare
- 1976 : Mortelles confessions (House of Mortal Sin)
- 1976 : Schizo
- 1978 : Hallucinations (The Comeback)
- 1979 : Home Before Midnight (en)
- 1983 : Le Manoir de la peur (House of the Long Shadows)

### Scénariste
Courts métrages
- 1965 : The Woodland Blonde
- 1965 : The Round Up
- 1965 : The Late Date
- 1965 : The Girl That Boys Dream About
- 1965 : Strange Illusion
- 1965 : Please Do Not Touch
- 1965 : Planned Seduction
- 1965 : Miss Terry Graham
- 1965 : Godiva Rides Again
- 1965 : Flat Mates
- 1965 : Dream of Annette
- 1965 : Down Town
- 1965 : Donna Marlowe in Super-Eight
- 1965 : Closeup
- 1965 : Black Jack
- 1966 : The Intruder
- 1967 : Miss Britt Hampshire
- 1968 : I Like Birds
- 1968 : For Men Only (en)

Longs métrages
- 1968 : The Big Switch (en)
- 1969 : L'École du sexe (en) (School for Sex)
- 1969 : Der Porno-Graf von Schweden (version longue et allemande de For Men Only (en) realisée par Pete Walker et Günter Hendel)
- 1971 : Sex Racketeers (en) (Man of Violence)
- 1974 : Flagellations (House of Whipcord)
- 1974 : Frightmare
- 1976 : Mortelles confessions (House of Mortal Sin)
- 1979 : Home Before Midnight (en)

### Producteur
Courts métrages
- 1959 : Top Models of the Year
- 1960 : Soho Striptease
- 1965 : The Woodland Blonde
- 1965 : The Round Up
- 1965 : The Late Date
- 1965 : The Girl That Boys Dream About
- 1965 : Strange Illusion
- 1965 : Please Do Not Touch
- 1965 : Planned Seduction
- 1965 : Miss Terry Graham
- 1965 : Godiva Rides Again
- 1965 : Flat Mates
- 1965 : Dream of Annette
- 1965 : Down Town
- 1965 : Donna Marlowe in Super-Eight
- 1965 : Closeup
- 1965 : Black Jack
- 1966 : The Intruder
- 1967 : Miss Britt Hampshire
- 1968 : I Like Birds
- 1968 : For Men Only (en)

Longs métrages
- 1968 : The Big Switch (en)
- 1969 : L'École du sexe (en) (School for Sex)
- 1969 : Der Porno-Graf von Schweden (version longue et allemande de For Men Only (en) realisée par Pete Walker et Günter Hendel)
- 1970 : Rien ne vaut la première fois (en) (Cool It Carol!)
- 1971 : Sex Racketeers (en) (Man of Violence)
- 1971 : Meurs en hurlant, Marianne (Die Screaming Marianne)
- 1972 : La Vie sexuelle de Greta (en) (Four Dimensions of Greta)
- 1972 : Le Rideau de la mort (The Flesh and Blood Show)
- 1973 : Tiffany Jones (en)
- 1974 : Flagellations (House of Whipcord)
- 1974 : Frightmare
- 1976 : Mortelles confessions (House of Mortal Sin)
- 1976 : Schizo
- 1978 : Hallucinations (The Comeback)
- 1979 : Home Before Midnight (en)
- 1983 : Le Manoir de la peur (House of the Long Shadows)

### Acteur
- 1961 : The Breaking Point : Alex (pas crédité)
- 1961 : Out of the Shadow : Homme à la réception du pont (pas crédité)
- 1962 : Behave Yourself : Un invité (pas crédité)
- 1970 : Rien ne vaut la première fois (en) (Cool It Carol!) : Le prêtre (pas crédité)
- 1972 : La Vie sexuelle de Greta (en) (Four Dimensions of Greta) : Le serveur (pas crédité)
- 1972 : Le Rideau de la mort (The Flesh and Blood Show) : Ludovico (pas crédité)
- 1974 : Flagellations (House of Whipcord) : le cycliste (pas crédité)
- 1974 : On the Game : Onlooker (pas crédité)
- 1974 : Frightmare : la voix de M. Brunskill (pas crédité)
- 1976 : Les aventures érotiques d'un chauffeur de taxi : le conducteur de la Rolls Royce (pas crédité)